# فرانك ديتريش (سياسي)
فرانك ديتريش (بالألمانية: Frank Dietrich)‏ هو سياسي ألماني، ولد في 3 مايو 1966 في غوبن في ألمانيا، وتوفي في 24 يوليو 2011. حزبياً، نشط في الاتحاد الديمقراطي المسيحي والاتحاد الديمقراطي المسيحي ‏. وقد انتخب عضو في مجلس الشعب ‏ وانتخب عضو مجلس الشورى الموحد براندنبورغ وانتخب عمدة Kerkwitz ‏.